# Kęszyce (przystanek kolejowy)
Kęszyce – przystanek kolejowy w Kęszycach-Wsi, w województwie łódzkim, w Polsce. Znajdują się tu 2 perony.

## Ruch pasażerski[1]
| Rok  | Wymiana pasażerska na dobę |
| ---- | -------------------------- |
| 2017 | 150-199                    |
| 2018 | 150-199                    |
| 2019 | 200-299                    |
| 2020 | 150-199                    |
| 2021 | 150-199                    |
| 2022 | 150-199                    |
| 2023 | 200-299                    |

## Połączenia
- Dęblin
- Łowicz Główny
- Warszawa Wschodnia